# Cantón de Virieu-le-Grand
El cantón de Virieu-le-Grand (en francés canton de Virieu-le-Grand) era una división administrativa francesa del departamento de Ain, en la región de Ródano-Alpes.

## Composición
El cantón estaba formado por trece comunas:
- Armix
- Ceyzérieu
- Cheignieu-la-Balme
- Contrevoz
- Cuzieu
- Flaxieu
- La Burbanche
- Marignieu
- Pugieu
- Rossillon
- Saint-Martin-de-Bavel
- Virieu-le-Grand
- Vongnes

## Supresión del cantón
En aplicación del decreto n.º 2014-147 del 13 de febrero de 2014, el cantón de Virieu-le-Grand fue suprimido el 1 de abril de 2015 y sus 13 comunas pasaron a formar parte, doce del cantón de Belley, y una del cantón de Hauteville-Lompnes.